# Sciuscià (film)
Pour l’article homonyme, voir Sciuscià.
Pour plus de détails, voir Fiche technique et Distribution.
Sciuscià (prononcé : [ʃuʃˈʃa]) est un film italien réalisé par Vittorio De Sica, sorti en 1946.
En 1945 à Rome, alors que la guerre est finie, deux enfants défavorisés, Giuseppe et Pasquale, se livrent au marché noir afin de réaliser leur rêve : acheter un cheval. Ils sont arrêtés et envoyés dans une prison pour mineurs où règnent violence et cruauté. Pour épargner le châtiment corporel à son ami, Pasquale, le plus âgé, avoue sa culpabilité mais Giuseppe perçoit son acte comme une trahison.

## Synopsis
Deux petits cireurs de chaussures, Giuseppe et Pasquale - nommés sciuscià, dérivé phonétique de l'anglais, shoe shine -  proposent leurs services aux passants, pour la plupart des militaires américains. Ils rêvent également d'acheter un magnifique cheval blanc et se livrent ainsi à divers trafics. Ils vendent à une voyante des couvertures volées et sont, à leur insu, impliqués dans un cambriolage initié par trois adultes (dont le frère de Giuseppe). Rétribués au-delà de leurs propres espérances, les deux enfants peuvent se procurer le cheval. Toutefois, ils finissent par être repérés, arrêtés et dirigés vers une maison de correction qui n'est, en réalité, qu'une prison pour mineurs. Par fierté instinctive, Giuseppe et Pasquale refusent de dénoncer les adultes coupables du vol. Ils sont alors séparés. Les gardiens usent d'un stratagème afin d'obtenir les renseignements voulus : une séance punitive, à coups de ceinture, est simulée à l'encontre de Giuseppe. Afin d'abréger les douleurs de son camarade, Pasquale livre les noms des malfaiteurs. Giuseppe ne tarde pas à le savoir, et considère, désormais, Pasquale comme un traître. Il se venge alors en introduisant une lime dans la paillasse de celui-ci et en signalant le fait aux gardiens. Un jeune détenu, plus âgé qu'eux, entrave, par ailleurs, toute velléité de réconciliation entre les deux enfants.
Une bagarre l'oppose bientôt à Pasquale, qui le jette à terre et le blesse grièvement à la nuque. Dès lors, Pasquale est isolé comme "élément extrêmement dangereux". Au procès, l'avocat du frère de Giuseppe charge Pasquale, orphelin et sans ressources, qui ne peut assurer valablement sa défense. Il écope de deux ans de prison, alors que Giuseppe est, pour sa part, condamné à un an d'incarcération. En prison, au cours d'une séance de cinéma, un groupe d'enfants échafaudent une évasion à laquelle est mêlé Giuseppe. Parallèlement, un incendie, dû à un incident électrique, se déclare au cours de la projection. Un enfant, à la santé déjà fragile, décède... Quant à Pasquale, il renseigne la police sur l'endroit où pourrait se trouver son camarade : à l'écurie où est élevé le cheval qu'ils ont acheté. Faussant compagnie aux agents de l'ordre et aux responsables de la prison, Pasquale retrouve effectivement Giuseppe à cheval, en compagnie d'un des évadés. Il le frappe, au moyen de sa ceinture. Giuseppe chute accidentellement d'un pont et se tue. Pasquale vient alors auprès du corps sans vie pour pleurer, ce qui attire les policiers qui viennent voir la scène.
Le film se termine avec le cheval blanc qui part tout seul sur la route.

## Fiche technique
- Titre original italien et titre français : Sciuscià (litt. « Cireur de chaussures »)
- Réalisation : Vittorio De Sica
- Assistants : Umberto Scarpelli, Armando W. Tamburella, Argi Rovelli, Elmo De Sica
- Scénario : Sergio Amidei, Adolfo Franci, Cesare Giulio Viola, Cesare Zavattini
- Décors : Ivo Battelli
- Photographie : Anchise Brizzi
- Son : Tullio Parmeggiani
- Montage : Nicolò Lazzari
- Musique : Alessandro Cicognini
- Production : Giuseppe Amato, Paolo William Tamburella
- Société de production : Alfa Cinematografica
- Société de distribution :  France Compagnie Indépendante de Distribution
- Pays de production :  Italie
- Langue : Italien
- Format : Noir et blanc - 35 mm
- Genre : Film dramatique, Film néoréaliste
- Durée : 93 minutes
- Dates de sortie :
  - Italie : 27 avril 1946
  - France :  26 février 1947
  - États-Unis : 26 août 1947

## Distribution
- Franco Interlenghi : Pasquale Maggi
- Rinaldo Smordoni : Giuseppe Filippucci
- Aniello Mele : Raffaele
- Maria Ciampi : la voyante
- Pacifio Astrologo : Vittorio
- Enrico De Silva : Giorgio
- Bruno Ortensi : Arcangeli
- Emilio Cigoli : Staffera
- Antonio Nicotra : L'Abruzzese
- Anna Pedroni : Nannarella
- Gino Saltamerenda : le "panza"

## Récompenses et distinctions
- Oscar du meilleur film étranger en 1947

## Commentaire
Film sur l'enfance malheureuse, contemporain de Rome, ville ouverte, Sciuscià est une des œuvres fondatrices du néo-réalisme. Vittorio De Sica avait déjà réalisé en 1942, Les Enfants nous regardent qui, par bien des aspects, laissait augurer d'un renouveau du cinéma italien. 
Dans le premier film néo-réaliste de Vittorio De Sica, on retrouve les spécificités du mouvement : « la volonté de description et de dénonciation sociales, l'utilisation d'extérieurs réels et d'interprètes non professionnels. »
Lors de sa sortie italienne, le film n'eut aucun succès commercial. Le producteur Paolo W. Tamburella dut se résoudre à le vendre en France et aux États-Unis à un prix dérisoire. Mais, c'est précisément dans ces pays que Sciuscià reçut, alors, un bel accueil public. Les Italiens furent donc forcés de reconsidérer leur jugement.
Bien que Sciuscià soit une parfaite tranche de vie, en concordance avec l'éthique néo-réaliste, il se présente aussi comme « une fable poignante, presque une allégorie, sur le goût de la pureté et du dépassement contrarié par le cynisme et la cruauté du monde. »
Le scénario du film « présente, sur le plan dramatique, une série de fausses culpabilités rejaillissant en chaîne les unes sur les autres. » La misère sociale est, de ce fait, plus nettement désignée comme responsable de tous les malheurs.
Mais, on ne doit pas ignorer, non plus, ce qu'exprimait Vittorio De Sica dans un texte publié par la revue La Table ronde, en mai 1960 : « L'expérience de la guerre fut déterminante pour nous tous. [...] Nous cherchions à nous libérer du poids de nos fautes, nous voulions nous regarder en face, et nous dire la vérité, découvrir ce que nous étions réellement, et chercher le salut. Je crois que Sciuscià, le film qui est né de ce besoin, a marqué la fin de mes mises en scène commerciales [...] ». 